# Atypus karschi
Atypus karschi Dönitz, 1887 è un ragno appartenente al genere Atypus della Atypidae.
Il nome deriva dal greco ᾶ-, àlfa-, con valore di negazione della parola seguente, e τύπος, typos, cioè forma, immagine, tipo, ad indicarne la forma atipica a causa della sproporzione dei cheliceri e delle filiere.
Il nome proprio deriva dall'entomologo, aracnologo ed antropologo tedesco Ferdinand Karsch, 1853-1936.

## Caratteristiche

### Sviluppo e crescita
Lo sviluppo e la crescita di Atypus karschi sono state studiate su esemplari in stato di semilibertà. Negli esemplari studiati si è potuta riscontrare una mortalità totale del 78% alla fine del periodo di studio, ma già alla fine del primo inverno tale mortalità era del 61%. I maschi hanno richiesto circa 3 anni per uno sviluppo completo fino alla fase adulta, passando attraverso 8-9 mute; le femmine invece sono divenute adulte in 3-4 anni e dopo 9-11 mute. La lunghezza di questi ragni è passata da 2,3 millimetri appena nati a 13,3 millimetri nei maschi alla fine dello stadio ninfale; le femmine, appena un po' più grandi hanno raggiunto 13,7 millimetri. Grazie alle continue mute, hanno raggiunto la lunghezza di 16 millimetri. Attraverso l'analisi settimanale degli escrementi si è notato che erano attivi anche durante l'inverno.

### Deposizione, schiusa e stadi ninfali
Inoltre, in accordo con le osservazioni sul campo, le uova sono deposte dalle femmine nel periodo fra luglio e gli inizi di settembre e vengono sistemate in un sacco ovigero collegato strettamente alla parete della tela tubolare ad un'altezza di circa 3-4 centimetri dal fondo. La schiusa avviene dopo 12 giorni, in media, e le larve attraversano un periodo postembrionale di circa 30 giorni durante il quale effettuano 2 mute, entrando in una fase preninfale. L'espulsione dalle tele delle prime spoglie ninfali è stata osservata sul campo alla fine del mese di ottobre. Dall'analisi dei resti ninfali intorno alle tele, si è scoperto che la dispersione delle ninfe dal nido materno avviene dalla fine di marzo, all'inizio di aprile.

## Comportamento
Come tutti i ragni del genere Atypus, anche questa specie vive in un tubo setoso parallelo al terreno, per una ventina di centimetri circa seppellito e per altri 8 centimetri fuoriuscente. Il ragno resta in agguato sul fondo del tubo: quando una preda passa sulla parte esterna, le vibrazioni della tela setosa allertano il ragno che scatta e la trafigge, per poi rompere la sua stessa tela, portarsi la preda nella parte interna e cibarsene.

## Habitat
Di solito vivono in luoghi ombrosi ed umidi, come boschi e cespugli, uscendo raramente dalla loro tela; proprio per queste sue abitudini schive e appartate, raramente questa specie ha attirato l'attenzione e lo studio degli aracnologi.

## Distribuzione
Rinvenuta in Giappone, principalmente, in Cina e sull'isola di Taiwan